# Academicus Vampyrus (boekenserie)
Academicus Vampyrus is een reeks van zes jeugdboeken van de Amerikaanse auteur Richelle Mead. De serie vertelt het verhaal van Rosemarie "Rose" Hathaway, een 17-jarige Dhampire, die wordt opgeleid tot lijfwacht van haar vriendin en Moroi Vasilisa "Lissa" Dragomir. Terwijl ze op de St. Vladimir's Academy leert hoe ze Strigoi (ondode en slechte vampiers) moet verslaan, raakt Rose verstrikt in een verboden liefde voor haar knappe instructeur Dimitri Belikov, terwijl ze een onbreekbare band heeft met Lissa.
De lezer ziet de wereld door de ogen van Rose. Door haar mysterieuze band met Lissa kan ze als het ware in haar kruipen, waardoor ze haar gedachten en gevoelens kan lezen.

## De boeken
De oorspronkelijke reeks bestaat uit zes boeken, die gevolgd zullen worden door een spin-offserie van nog eens zes boeken. Op december 2010, waren er meer dan 4,5 miljoen boeken verkocht van de Academicus Vampyrus.

#### De boeken in volgorde
1. Academicus Vampyrus, 2007, ISBN 978-1-59514-174-3
2. IJskoud (roman), 2008, ISBN 978-1-59514-175-0
3. Schaduwkus, 2008, ISBN 978-1-59514-197-2
4. Bloedbelofte, 2009, ISBN 978-1-59514-198-9
5. Geestesband, 2010, ISBN 978-1-59514-250-4
6. Offergave, 2010, ISBN 978-90-488-1043-7

#### Spin-offserie
1. Bloodlines[3],2011.
2. The Golden Lily, 2012
3. The Indigo Spell, begin 2013
4. The Fiery Heart, eind 2013
5. Silver Shadows, 2014
6. The Ruby Circle, 2015

De eerste drie delen van Bloodlines zijn vertaald als respectievelijk Bloedverwanten, De gouden lelie en De indigo bezwering. Deze boeken zijn in het Nederlands uitgegeven door Full Moon. Er zijn geen plannen om boek vier te vertalen, i.v.m. een te kleine lezersgroep. 

## Extra's

### Film
In juni 2010 kocht Preger Entertainment de filmrechten van de Academicus Vampyrus-serie. Op 6 juli werd aangekondigd dat producent Don Murphy zich bij hen voegde om hen te helpen de serie op het grote scherm te krijgen. Daniel Waters werd later aangekondigd als scriptschrijver en zijn broer Mark Waters zou de film regisseren. Het duo was eerder verantwoordelijk voor respectievelijk de films Mean Girls en Heathers.
Op 1 februari 2013 werd bekendgemaakt dat Zoey Deutch, Lucy Fry en Russische acteur Danila Kozlovsky de hoofdrollen van Rose Hathaway, Lissa Dragomir en Dimitri Belikov zouden spelen. Opnames van de film vonden tussen 28 mei en 20 juli 2013 plaats in London, bij de Pinewood Studios.

### Graphic Novel
Een striproman van het eerste boek, Academicus Vampyrus, verscheen in augustus 2011. Leigh Dragoon heeft de bewerking gedaan en Emma Viecili heeft de roman geïllustreerd. Ook het tweede boek is bewerkt.